# Michael Flatley
Michael Ryan Flatley (Chicago, 16 de julho de 1958) é um dançarino estadunidense de dança irlandesa.
Foi o primeiro não-europeu a vencer o concurso de dança irlandesa All-Ireland World Championship, repetindo o feito mais tarde. Sua avó Hannah Ryan havia sido campeã de dança irlandesa. Criou os espetáculos de dança irlandesa Lord of the Dance, Feet of Flames, Celtic Tiger e Riverdance.
Também é conhecido como um flautista eficiente. Tem sua própria escola de dança.